# Ciclone Ellie (2009)
O ciclone tropical Ellie (designação do JTWC: 12P; conhecido simplesmente como ciclone Ellie) foi um ciclone tropical que atingiu a costa do estado de Queensland, Austrália, no começo do mês de fevereiro de 2009. Sendo o nono ciclone tropical e o quinto sistema dotado de nome da temporada de ciclones na região da Austrália de 2008-09, Ellie formou-se de uma área de perturbação meteorológica em 30 de janeiro, sobre a península do Cabo York. Seguindo lentamente para leste, o sistema logo começou a seguir sobre o mar de Coral e começou a mostrar sinais de organização. Em 31 de janeiro, o Centro de Aviso de Ciclone Tropical (CACT) de Brisbane, Austrália, classificou o sistema como um ciclone tropical pleno e lhe atribuiu o nome "Ellie". A partir de então, o sistema começou a seguir para oeste-sudoeste e para sudoeste, continuando a se intensificar gradualmente. Porém, condições meteorológicas mais desfavoráveis impediram a intensificação de Ellie, que logo atingiu seu pico de intensidade, com ventos máximos sustentados de 75 km/h. O ciclone manteve esta intensidade até atingir a costa do estado australiano de Queensland em 1 de fevereiro. A partir de então, Ellie começou a se enfraquecer rapidamente, e tanto o Joint Typhoon Warning Center (JTWC) quanto o CACT emitiram seus avisos finais sobre o sistema mais tarde naquele dia.
Ellie causou chuvas torrenciais, levando à ocorrência de severas enchentes e enxurradas na costa do estado australiano de Queensland. Pelo menos 50 residências foram afetadas somente na cidade de Ingham, forçando pelo menos 32 pessoas a recorrerem a abrigos emergenciais. Os prejuízos econômicos causados pelo ciclone são estimados em 70,7 milhões de dólares.

## História meteorológica

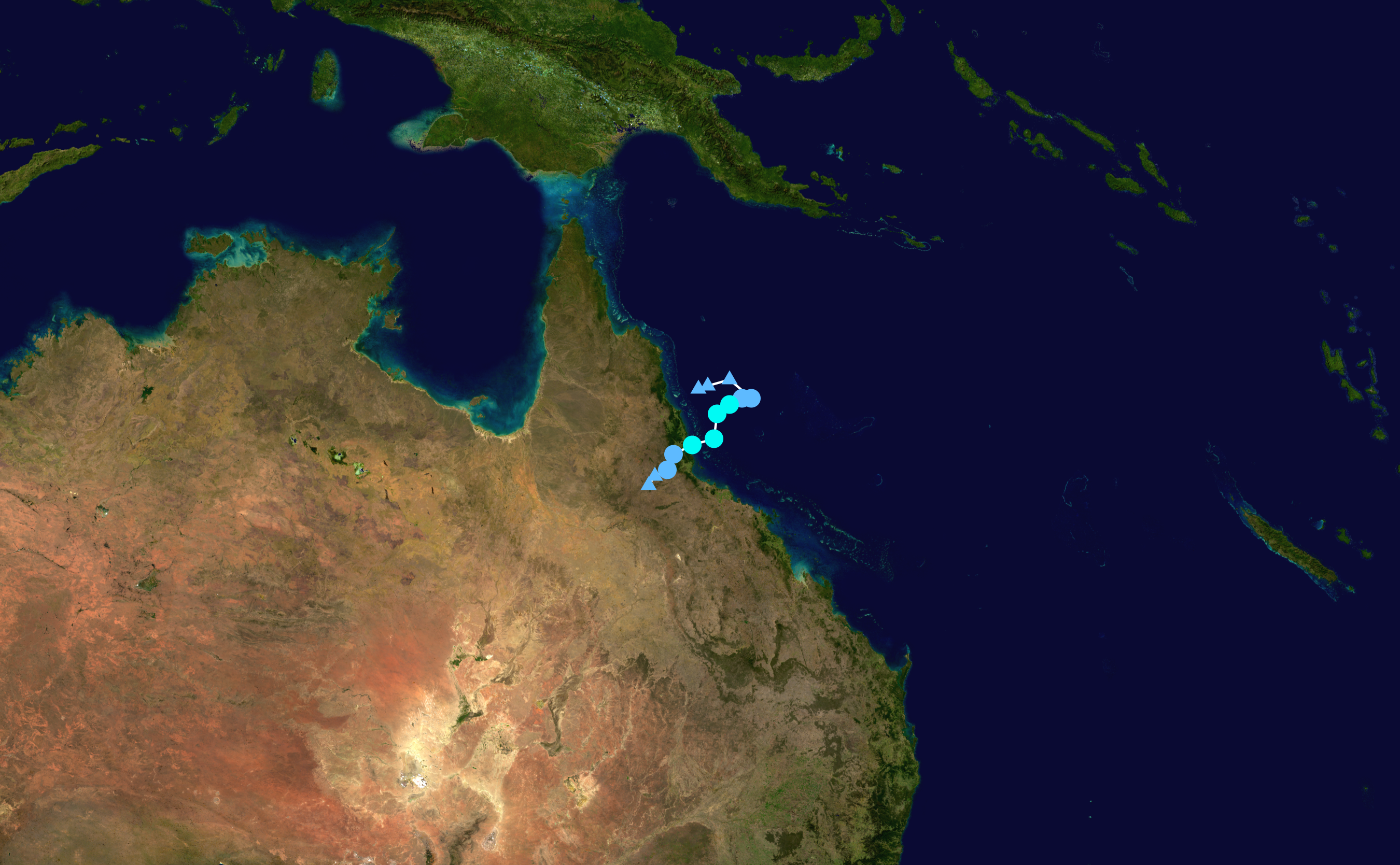
O caminho de Ellie

Ellie formou-se de uma área de perturbações meteorológicas que começou a mostrar sinais de organização em 30 de janeiro, sobre a península do Cabo York, norte do estado australiano de Queensland. Imediatamente, o Centro de Aviso de Ciclone Tropical (CACT) de Brisbane, Austrália, classificou o sistema para uma baixa tropical. Seguindo lentamente para leste, o sistema logo alcançou o mar de Coral. Com condições meteorológicas bastante favoráveis, tais como o baixo cisalhamento do vento e as águas quentes oceânicas, o sistema começou a se organizar mais rapidamente, e seu centro ciclônico de baixos níveis começou a se consolidar continuamente com a formação de novas áreas de convecção profunda. A partir de então, o sistema começou a ser abatido por cisalhamento do vento moderado a forte, o que começou a deslocar as suas áreas de convecção profunda para o quadrante oeste de sua circulação ciclônica. O sistema parou de seguir para leste assim que a formação de uma alta subtropical ao seu sudeste começou a trazer a perturbação para oeste-sudoeste. As condições meteorológicas mais desfavoráveis não impediram o desenvolvimento do sistema, que foi classificado para o ciclone tropical "Ellie" pelo CACT de Brisbane durante a tarde (UTC) de 31 de janeiro. Ainda naquela noite (UTC), o sistema já apresentava organização suficiente para ser declarado como um ciclone tropical significativo pelo Joint Typhoon Warning Center, que classificou o sistema baseado em análises meteorológicas de superfície, já que medições através da técnica Dvorak não mostravam a real intensidade do sistema.

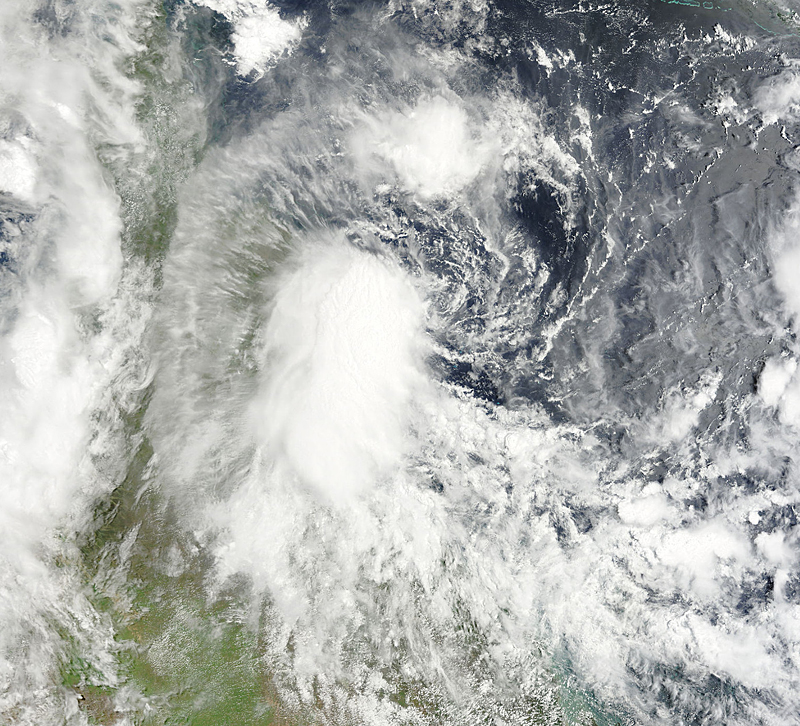
A baixa tropical predecessora de Ellie em 31 de janeiro

Seguindo para sudoeste através da periferia noroeste de uma alta subtropical, Ellie não foi capaz de se intensificar devido aos efeitos do forte cisalhamento do vento, que deslocava as suas áreas de convecção profunda para o quadrante oeste da tempestade, deixando seu centro ciclônico e livre de nuvens. Com isso, Ellie atingiu seu pico de intensidade ainda na noite (UTC) de 31 de janeiro, com ventos máximos sustentados de 75 km/h.
Continuando a seguir para sudoeste, Ellie manteve seu pico de intensidade por cerca de 24 horas antes de fazer landfall na costa de Queensland, perto da cidade de Mission Beach, por volta das 15:00 (UTC) de 1 de fevereiro, durante o seu pico de intensidade. Naquele momento, o CACT de Brisbane desclassificou Ellie para uma baixa tropical remanescente e emitiu seu aviso final sobre o sistema. Mais tarde naquele dia, o JTWC também emitiu seu aviso final sobre o sistema assim que o ciclone seguia sobre terra, enfraquecendo-se rapidamente. A área de baixa pressão remanescente seguiu então continuamente para oeste, sobre o norte australiano, contrariando as previsões, que previam que o sistema voltaria a seguir para leste e que se fortaleceria novamente assim que alcançasse o mar de Coral. O sistema remanescente de Ellie dissipou-se totalmente quando passava sobre Território do Norte, Austrália, dias depois.

## Preparativos e impactos
Ellie provocou chuvas torrenciais na costa do estado australiano de Queensland, que provocou severas enchentes e enxurradas na região. Na cidade de Ingham, entre as cidades de Cairns e Townsville. Pelo menos 50 residências foram atingidas pelas enchentes naquela cidade, forçando pelo menos 32 pessoas a sair de suas casas e procurar abrigos emergenciais numa escola secundária da região. Ao todo, as enchentes e enxurradas causadas pelas chuvas fortes associadas ao ciclone Ellie causaram cerca de 110 milhões de dólares australianos (cerca de 70,7 dólares - valores em 2009) em prejuízos somente no norte do estado de Queensland.